# مانويل شار
محمود شعار أو مانويل شار مواليد 10 أكتوبر 1984 في بيروت، هو ملاكم محترف ألماني من أصل سوري يصنف ضمن فئة الوزن الثقيل. في سنة 2012 نافس على لقب بطولة العالم بالملاكمة للوزن الثقيل.

## النشأة
ولد في بيروت لأب سوري وأم لبنانية. بدأ مسيرته مع فنون الدفاع عن النفس مسيرته بالملاكمة التايلندية في سن السابعة عشر.

## المسيرة الاحترافية
من نزالاته:
- انتصر على سفر سفري (17 سبتمبر 2016).

## إحصائيات
خاض خلال مسيرته 31 نزالا، فاز في 28 وتعادل في 0 وخسر في 3. فاز بالضربة القاضية في 16 نزالا.

## روابط خارجية
- مانويل شار على موقع IMDb (الإنجليزية)
- مانويل شار على موقع بوكس ريك (الإنجليزية) (registration required)